# Pallavolo ai V Giochi del Mediterraneo
La pallavolo ai V Giochi del Mediterraneo si è giocata durante la V edizione dei Giochi del Mediterraneo, che si è svolta a Tunisi, in Tunisia, nel 1967: in questa edizione si è svolto esclusivamente il torneo maschile, vinto dalla nazionale di pallavolo maschile della Jugoslavia.